# 青森熱力
青森熱力（あおもりワッツ）是位於青森的職業籃球隊。目前為B聯賽的參賽隊伍。2015年7月，球隊宣布將參加2016年10月開始的新日本職業籃球聯賽第二級賽事。

## 球員

### 現役球員
- 下山大地

### 重要球員
- 丹尼爾·奧頓
- 下山貴裕
- 長谷川暢

## 總教練

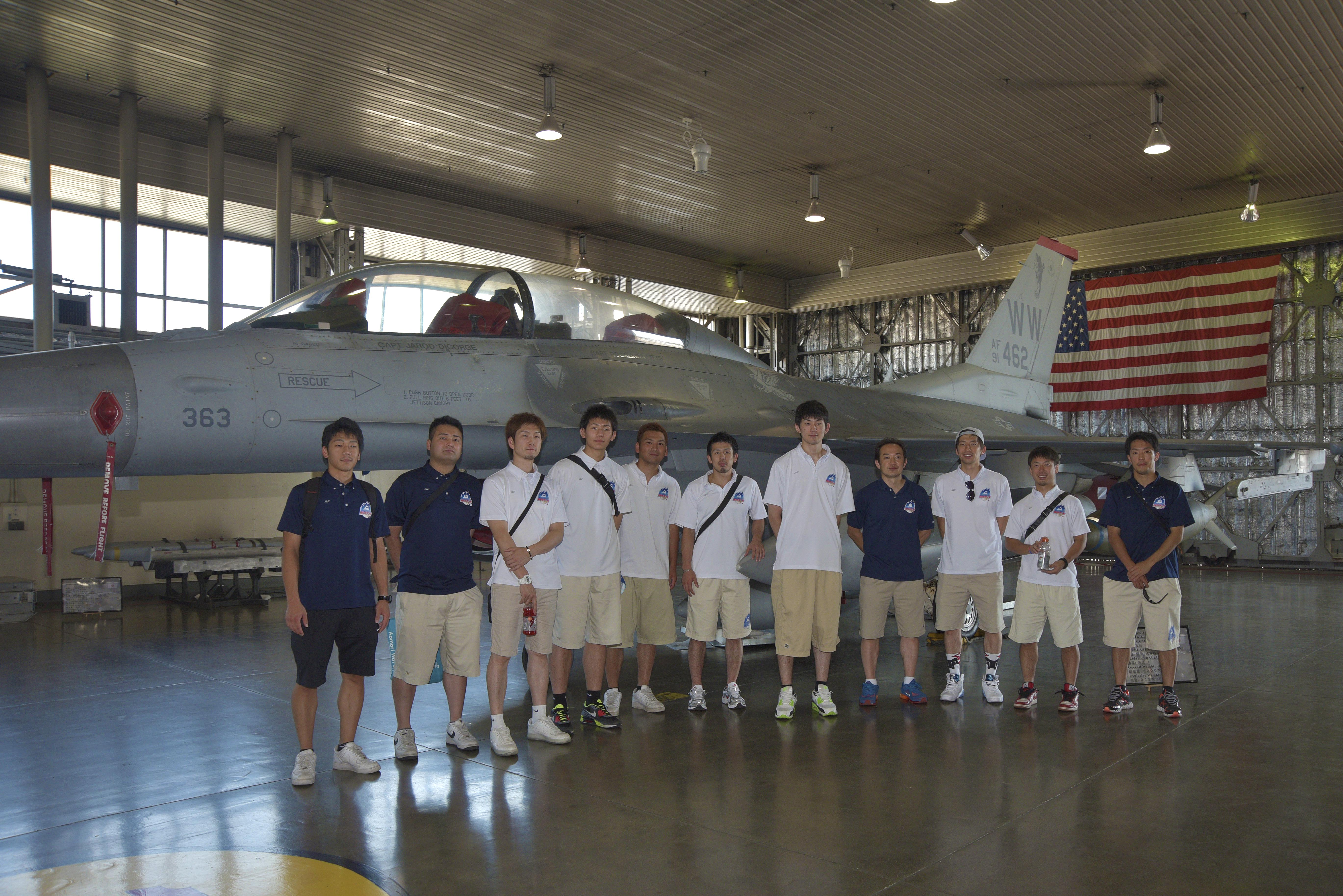
Wat's at Misawa Air Base in 2015

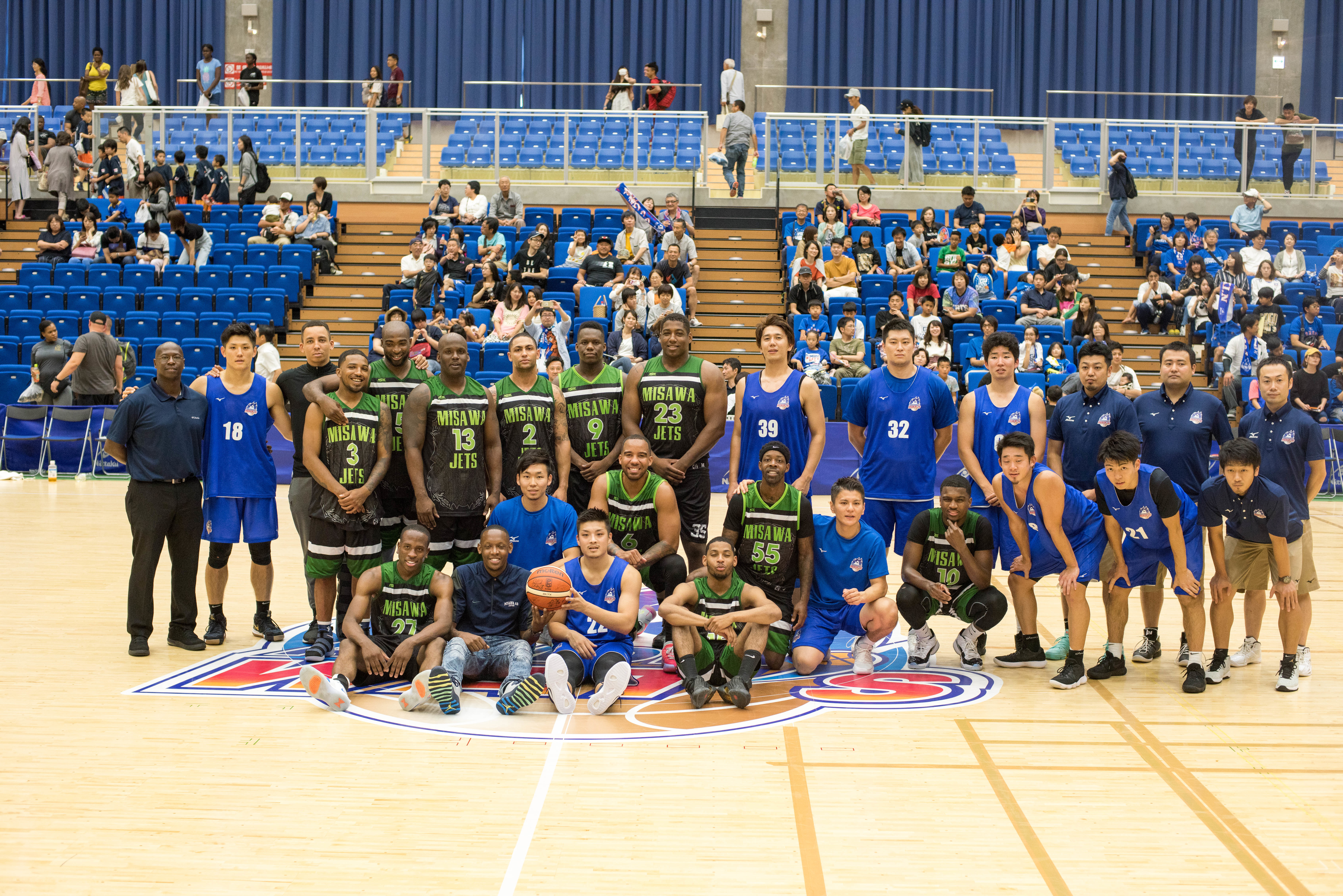
Misawa Jets vs. Aomori Wat's at Misawa International Sports Center in 2018

- 棟方公壽 (2013-2015)
- 佐藤信長 (2015-2018.2)
- 北谷稔行 (2018.2-2021)
- 堀田剛司 (2021-)

## 外部連結
- 官方网站
- Presentation at Asia-Basket.com （页面存档备份，存于）